# Tenuipalpus dubinini
Tenuipalpus dubinini är en spindeldjursart som beskrevs av Reck 1951. Tenuipalpus dubinini ingår i släktet Tenuipalpus och familjen Tenuipalpidae. Inga underarter finns listade i Catalogue of Life.